# إريك كرافن
إريك كرافن (بالإنجليزية: Errick Craven)‏ مواليد 4 يوليو 1983 في كارسون، هو لاعب كرة سلة أمريكي. بدأ مسيرته الاحترافية في سنة 2005. يبلغ طوله 6 قدم 2 بوصة (1.9 م). لعب مع لوس أنجلوس ديفيندرز في موسم 2007–2008، ثم لعب مع جاي دي أيه ديجون في الدوري الفرنسي في سنة 2009.

## روابط خارجية
- إريك كرافن على موقع الاتحاد الدولي لكرة السلة (الإنجليزية)
- إريك كرافن على موقع كرة السلة الأوروبية.كوم (الإنجليزية)
- إريك كرافن على موقع كلية كرة السلة في سبورتس رفرنس.كوم (الإنجليزية)
- إريك كرافن على موقع ريلجم (الإنجليزية)
- إريك كرافن على موقع بروبوليرز (الإنجليزية)
- إريك كرافن على موقع سبورتس رفرنس (الإنجليزية)
- إريك كرافن على موقع سبورتس رفرنس (الإنجليزية)